# Streek-GR Waas- en Reynaertland

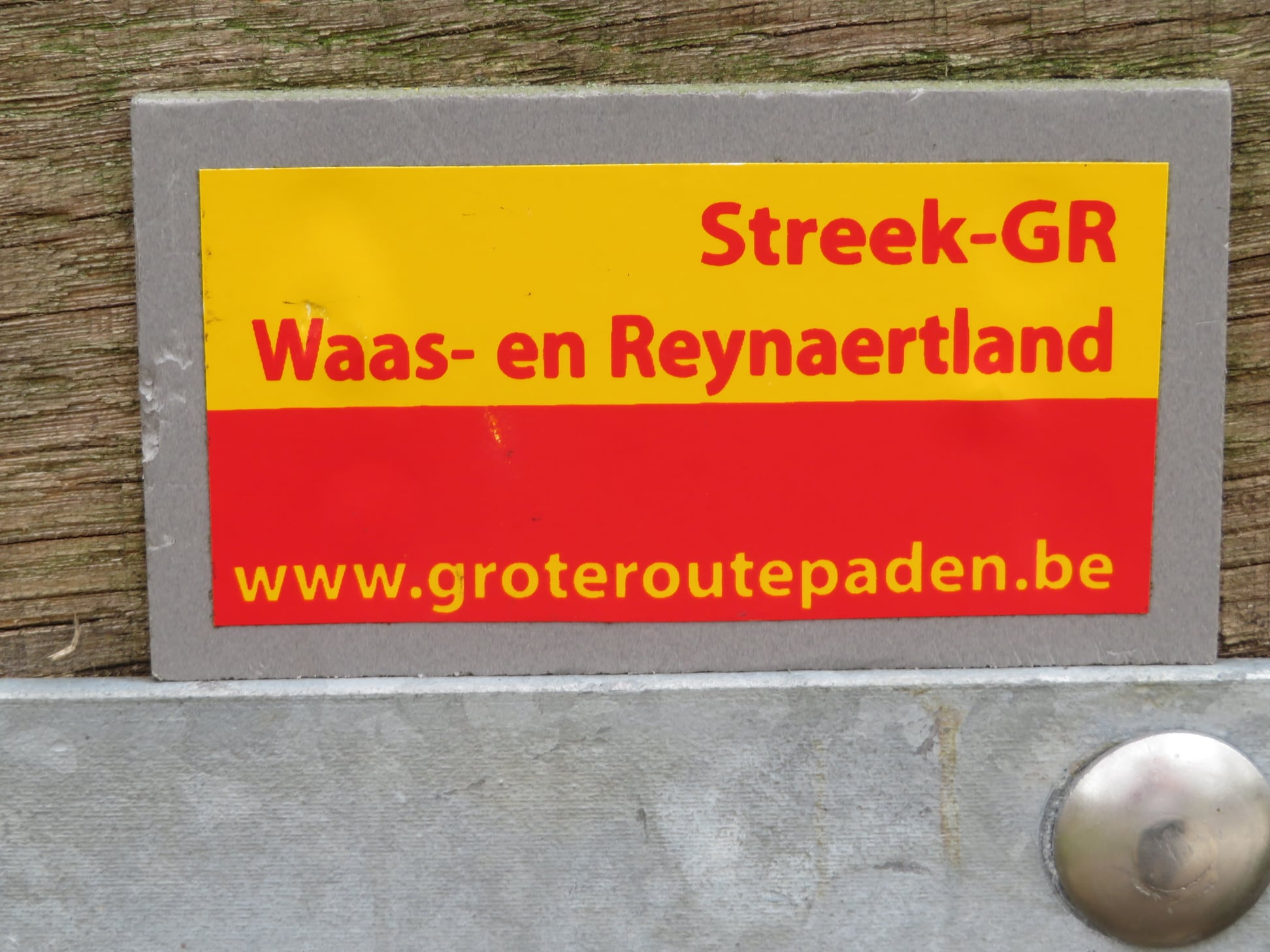
Streek-GR Waas- en Reynaertland

De Streek-GR Waas- en Reynaertland is een GR-pad in Vlaanderen en Nederland (hoofdroute van circa 167 kilometer). Het lusvormige streekpad is bewegwijzerd met geel-rode markeringen (en wit-rode als ze samenloopt met een andere GR) en doet het Waasland, Zeeuws-Vlaanderen en Scheldeland aan. Het pad is vernoemd naar Van den vos Reynaerde. De route loopt onder andere door Lokeren, Waasmunster, Hamme, Kruibeke, Beveren, Sint-Niklaas, Stekene, Hulst.
De GR-route loopt onder andere langs Nationaal Park Scheldevallei (Molsbroek, Oude Durme, Polders van Kruibeke) , Burchtruïne Graventoren, Stropersbos, Grote markt van Sint-Niklaas, Hulsterse bolwerken. 